# Sóvirág

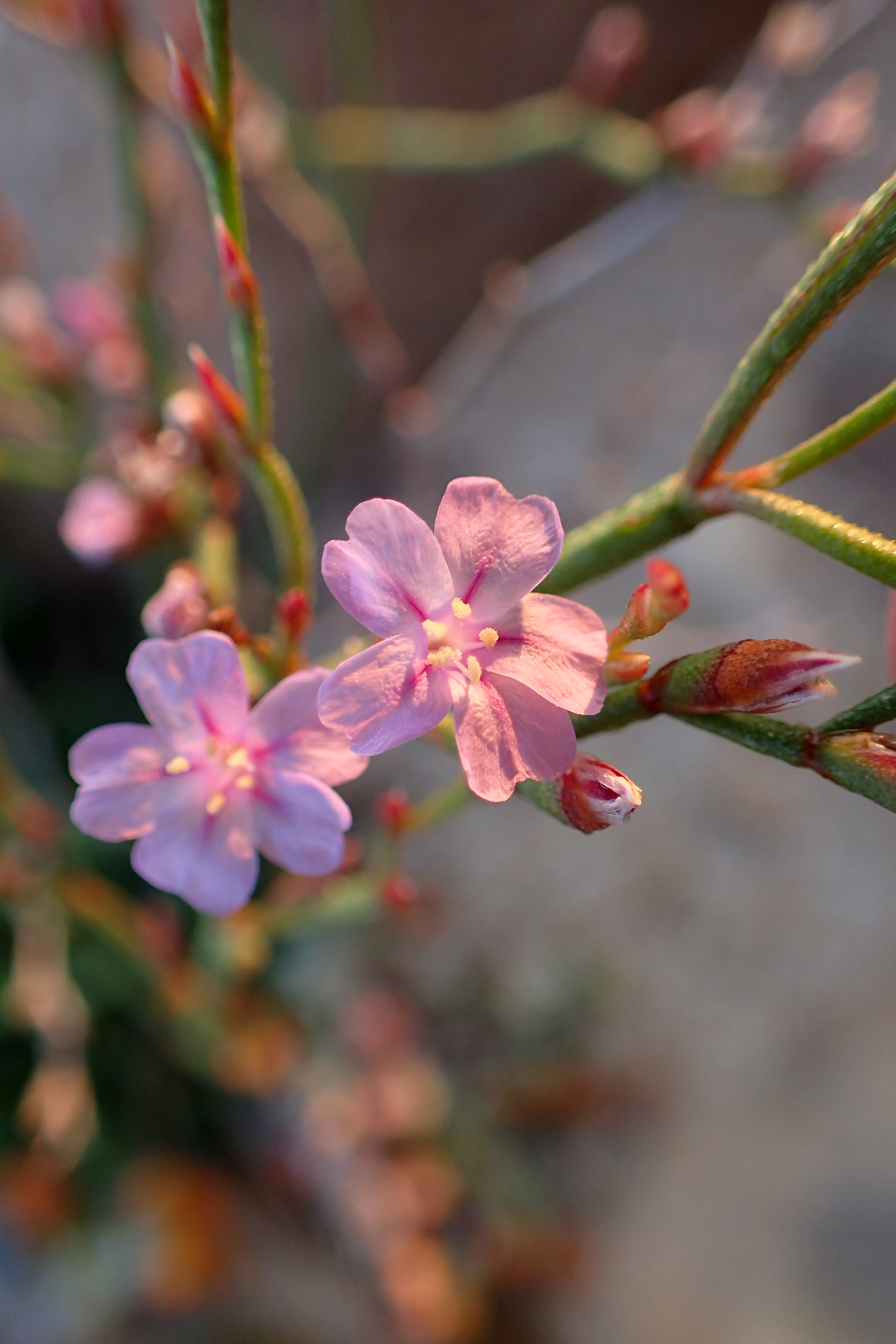
Limonium aucheri

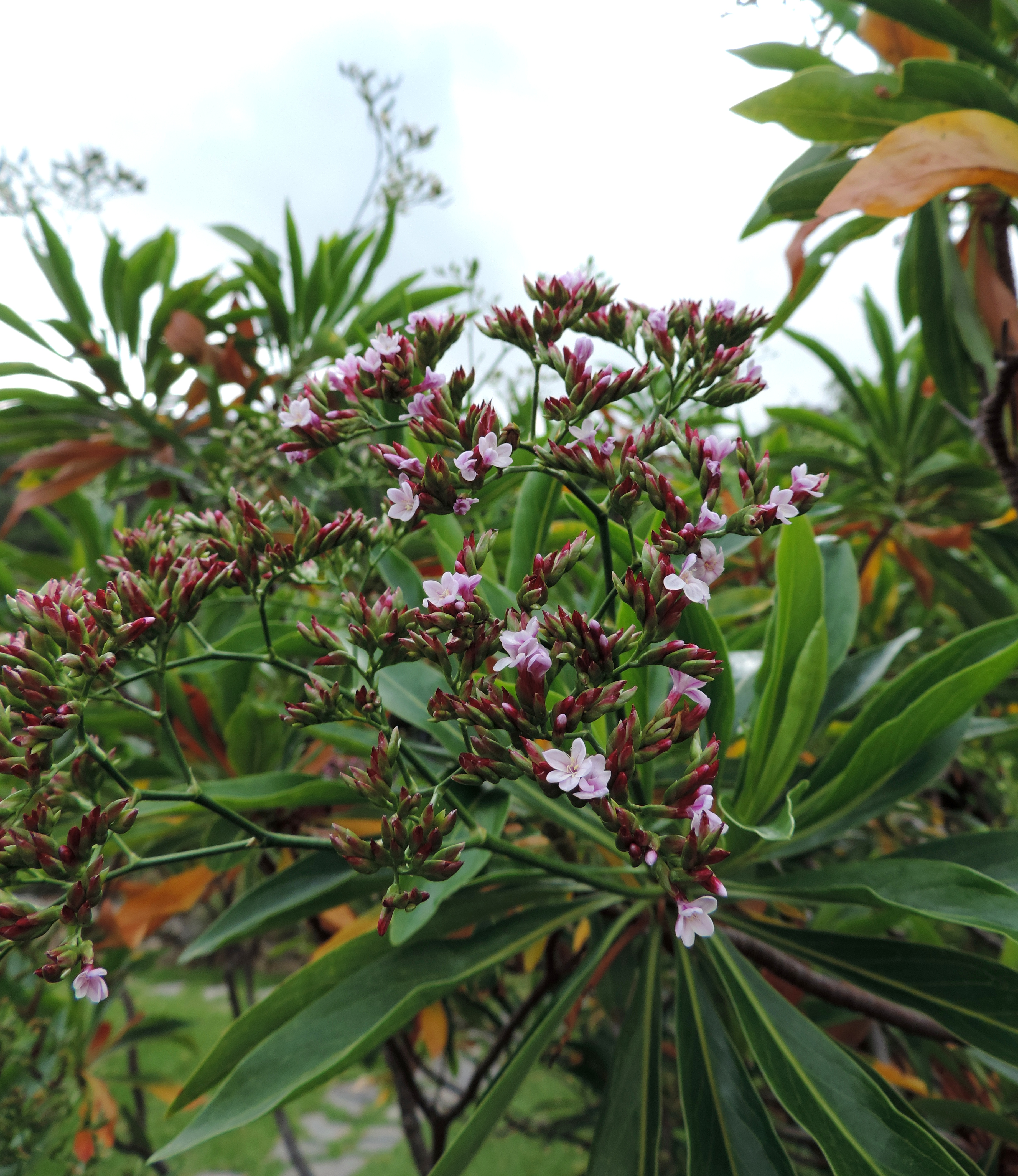
Limonium dendroides

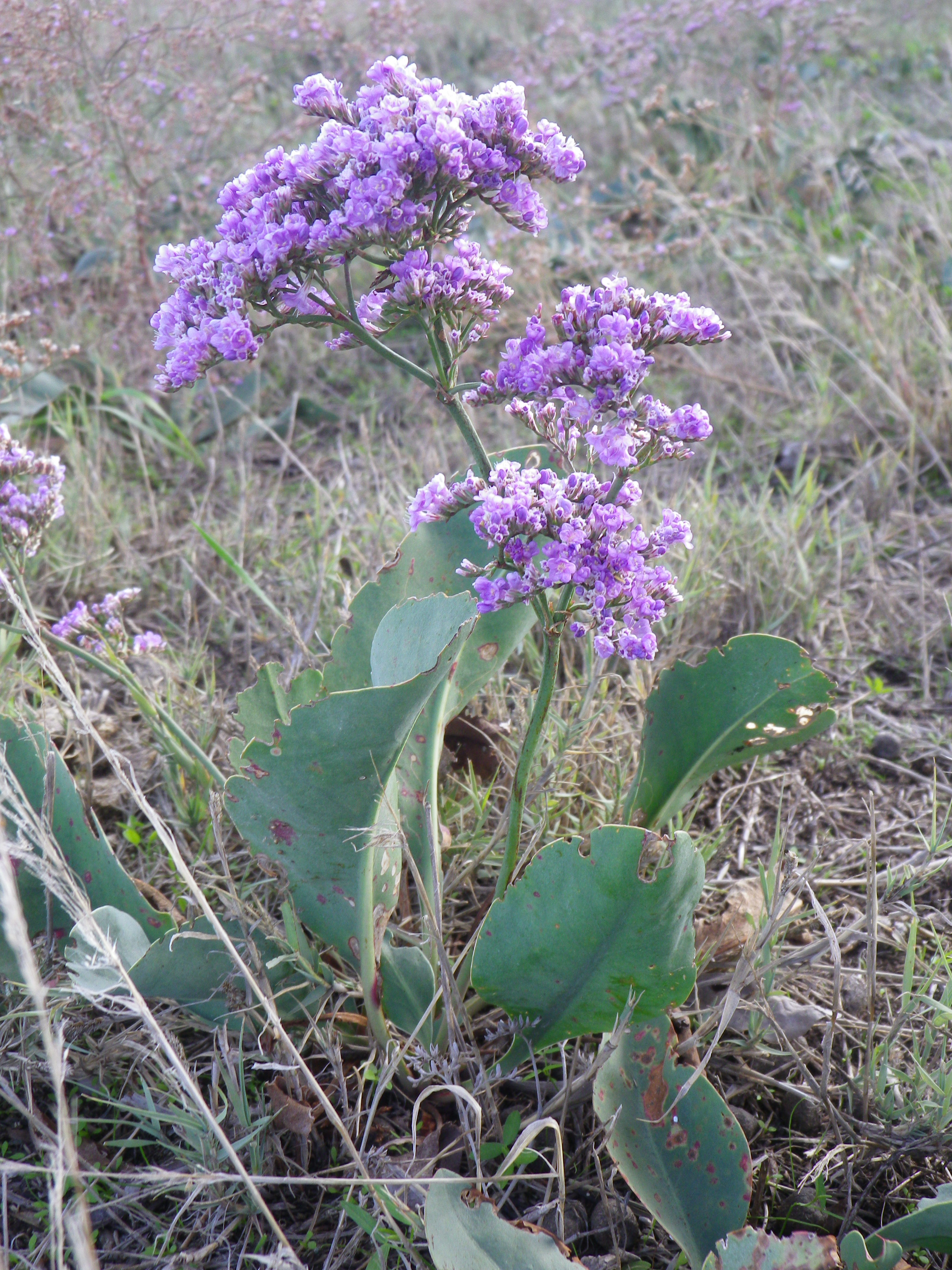
Limonium gmelinii

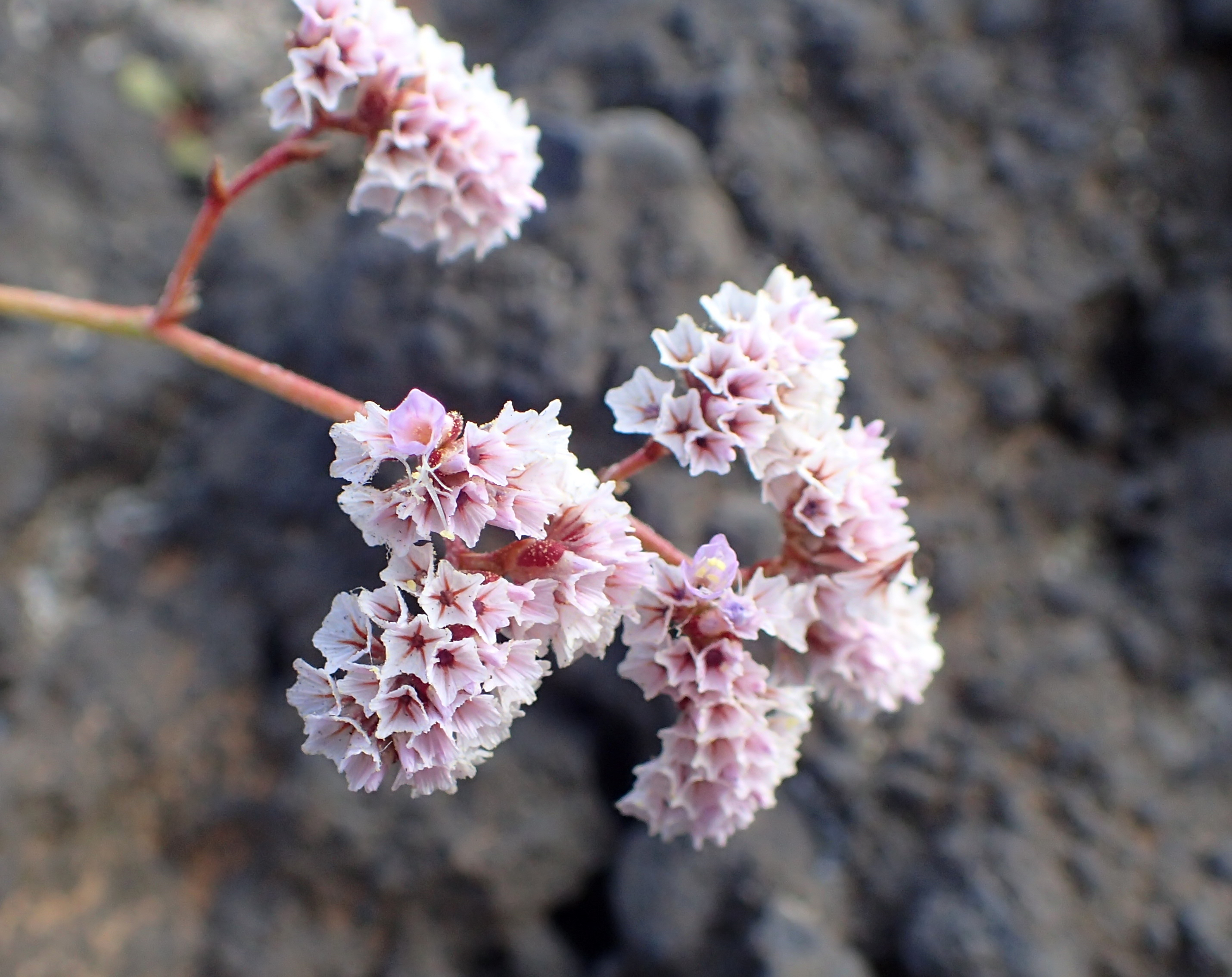
Limonium pectinatum

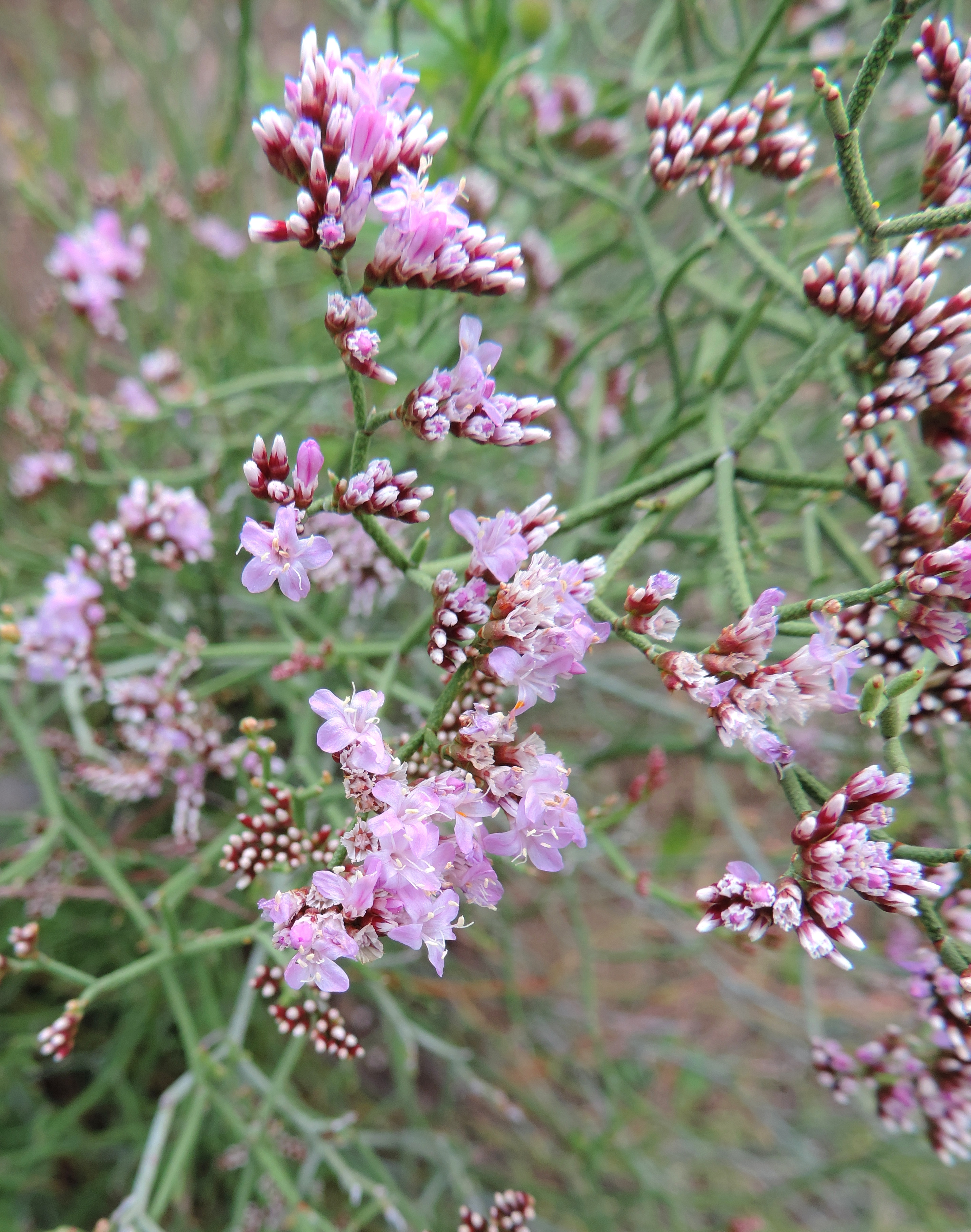
Limonium tuberculatum

A sóvirág (Limonium) a szegfűvirágúak (Caryophyllales) rendjébe, ezen belül az ólomgyökérfélék (Plumbaginaceae) családjába tartozó nemzetség.

## Előfordulásuk
A sóvirágfajok előfordulási területe hatalmas, de nem egységes. Észak- és Közép-Amerikában, csak az USA déli felének egyes részein és Észak-Mexikóban élnek - Mexikó többi területére betelepítették. Dél-Amerikában természetes állapotban, csak az Andoktól nyugatra eső partokon, valamint Brazília és Uruguay határának környékén találhatók meg. Európa legnagyobb részén fellelhetőek - kivételt képeznek Izland, Svájc, Finnország, Lengyelország és az ettől északkeletre eső európai területek. Ukrajnában is jelen vannak. Ausztriából hiányoztak, azonban ide betelepítették. Ázsiában az Arab-félszigettől kezdve Törökországon, Iránon - a Kaukázus megszakításával - és Nyugat-Szibérián keresztül, egészen az Északi sarkvidék egyes szigetéig megtalálhatók. Kelet-Szibéria és a Ázsia legnagyobb részeiről ismét hiányzanak - itt is kivételt képeznek Burjátföld és Tibet, valamint a Koreai-félsziget, Japán és a Fülöp-szigetek. Afrikában északon, északkeleten, egészen Kenyáig, valamint Namíbiában és a Dél-afrikai Köztársaságban fordulnak elő a sóvirágok.

## Rendszerezés
A nemzetségbe az alábbi 464 faj és 10 hibrid tartozik:
- Limonium × abnorme (Rouy) P.Fourn.
- Limonium acuminatum L.Bolus
- Limonium acutifolium (Rchb.) C.E.Salmon
- Limonium admirabile Terrones, J.Moreno, M.Á.Alonso, Juan & M.B.Crespo
- Limonium afrum (Pignatti) Domina
- Limonium albarracinense Pau ex P.P.Ferrer & R.Roselló
- Limonium albidum (Guss.) Pignatti
- Limonium albomarginatum Brullo
- Limonium alcudianum Erben
- Limonium algarvense Erben
- Limonium alleizettei (Pau) Brullo & Erben
- Limonium altum P.D.Sell
- Limonium alutaceum (Steven) Kuntze
- Limonium × ambiguum (Rouy) P.Fourn.
- Limonium ammophilon (Papatsou & Phitos) Domina
- Limonium amoenum (C.H.Wright) R.A.Dyer
- Limonium anatolicum Hedge
- Limonium anglicum (Ingr.) P.D.Sell
- Limonium angustebracteatum Erben
- Limonium anthericoides (Schltr.) R.A.Dyer
- Limonium antipaxorum R.Artelari
- Limonium antonii-llorensii L.Llorens
- Limonium aphroditae R.Artelari & Georgiou
- Limonium aragonense (Debeaux ex Willk.) Pignatti
- Limonium arboreum (Willd.) Erben, A.Santos & Reyes-Bet.
- Limonium arcuatum R.Artelari
- Limonium arenosum Erben
- Limonium articulatum (Loisel.) Kuntze
- Limonium artruchium Erben
- Limonium asparagoides (Coss. & Durieu ex Batt.) Maire
- Limonium asperrimum Maire
- Limonium asterotrichum (C.E.Salmon) C.E.Salmon
- Limonium aucheri (Girard) Greuter & Burdet
- Limonium aureum (L.) Chaz.
- Limonium auriculae-ursifolium (Pourr.) Druce
- Limonium auriculifolium (Vahl) Druce
- Limonium aurigniense (Ingr.) P.D.Sell
- Limonium australe (R.Br.) Kuntze
- Limonium avei (De Not.) Brullo & Erben
- Limonium axillare (Forssk.) Kuntze
- Limonium bahamense (Griseb.) Britton
- Limonium barceloi Gil & L.Llorens
- Limonium battandieri Greuter & Burdet
- Limonium bellidifolium (Gouan) Dumort.
- Limonium benmageci Marrero Rodr.
- Limonium bianorii (Sennen & Pau) Erben
- Limonium bicolor (Bunge) Kuntze
- Limonium biflorum (Pignatti) Pignatti
- Limonium billardierei (Girard) Kuntze
- Limonium binervosum (G.E.Sm.) C.E.Salmon
- Limonium boirae L.Llorens & Tébar
- Limonium boitardii Maire
- Limonium bollei (Webb ex Wangerin) Erben
- Limonium bolosii Gil & L.Llorens
- Limonium bonduellei (T.Lestib.) Kuntze
- Limonium botschantzevii (Lincz.) M.Malekm., Akhani & Borsch
- Limonium bourgeaui (Webb ex Boiss.) Kuntze
- Limonium brasiliense Kuntze
- Limonium brassicifolium (Webb & Berthel.) Kuntze
- Limonium braunii (Bolle) A.Chev.
- Limonium brevipetiolatum R.Artelari & Erben
- Limonium brunneri (Webb ex Boiss.) Kuntze
- Limonium brusnicense (Trinajstic) Bogdanovic & Brullo
- Limonium busianum Bogdanovic & Brullo
- Limonium byzacium Brullo & Erben
- Limonium cabulicum Kuntze
- Limonium caesium (Girard) Kuntze
- Limonium calaminare Pignatti
- Limonium calcarae (Tod. ex Janka) Pignatti
- Limonium calcicola P.D.Sell
- Limonium californicum (Boiss.) A.Heller
- Limonium callianthum (T.X.Peng) Kamelin
- Limonium calliopsium Alf.Mayer
- Limonium cambrense (Ingr.) P.D.Sell
- Limonium camposanum Erben
- Limonium cancellatum (Bernh. ex Bertol.) Kuntze
- Limonium cantianum (Ingr.) P.D.Sell
- Limonium capense (L.Bolus) L.Bolus
- Limonium caprariense (Font Quer & Marcos) Pignatti
- Limonium carnosum (Boiss.) Kuntze
- Limonium carolinianum (Walter) Britton
- Limonium carpathum (Rech.f.) Rech.f.
- Limonium carpetanicum Erben
- Limonium carthaginense (Rouy) C.E.Hubb. & Sandwith
- Limonium carvalhoi Rosselló & L.Sáez
- Limonium caspium (Willd.) P.Fourn.
- Limonium catalaunicum (Willk. & Costa) Pignatti
- Limonium catanense (Tineo ex Lojac.) Brullo
- Limonium cazzae Bogdanovic & Brullo
- Limonium cedrorum Domina & Raimondo
- Limonium celticum (Ingr.) P.D.Sell
- Limonium cephalonicum R.Artelari
- Limonium cercinense Brullo & Erben
- Limonium chazaliei (H.Boissieu) Maire
- Limonium chrisianum Brullo & Guarino
- Limonium chrysocomum (Kar. & Kir.) Kuntze
- Limonium chrysopotamicum Maire
- Limonium clupeanum Brullo & Erben
- Limonium cofrentanum Erben
- Limonium × coincyi Sennen
- Limonium comosum Erben
- Limonium confertum Brullo & Erben
- Limonium confusum (Gren. & Godr.) Fourr.
- Limonium congestum (Ledeb.) Kuntze
- Limonium connivens Erben
- Limonium contortirameum (Mabille) Erben
- Limonium coombense (Ingr.) P.D.Sell
- Limonium coralloides (Tausch) Lincz.
- Limonium cordatum (L.) Mill.
- Limonium × coriacifolium (Sennen) M.B.Crespo & Serra
- Limonium corinthiacum (Boiss. & Heldr.) Kuntze
- Limonium cornarianum Kypr. & R.Artelari
- Limonium cornubiense (Ingr.) P.D.Sell
- Limonium coronense R.Artelari
- Limonium cossonianum Kuntze
- Limonium costae (Willk.) Pignatti
- Limonium cosyrense (Guss.) Kuntze
- Limonium cretaceum Cherkasova
- Limonium creticum R.Artelari
- Limonium cumanum (Ten.) Kuntze
- Limonium cylindrifolium (Forssk.) Verdc. ex Cufod.
- Limonium cymuliferum (Boiss.) Sauvage & Vindt
- Limonium cyprium (Meikle) Hand & Buttler
- Limonium cyrenaicum (Rouy) Brullo
- Limonium cyrtostachyum (Girard) Brullo
- Limonium cythereum R.Artelari & Georgiou
- Limonium damboldtianum Phitos & R.Artelari
- Limonium daveaui Erben
- Limonium decumbens (Boiss.) Kuntze
- Limonium delicatulum (Girard) Kuntze
- Limonium dendroides Svent.
- Limonium densiflorum (Guss.) Kuntze
- Limonium densissimum (Pignatti) Pignatti
- Limonium depauperatum (Boiss.) R.A.Dyer
- Limonium devoniense (Ingr.) P.D.Sell
- Limonium dichotomum (Cav.) Kuntze
- Limonium dichroanthum (Rupr.) Ikonn.-Gal.
- Limonium dictyophorum (Tausch) Degen
- Limonium didimense Dogan & Akaydin
- Limonium dielsianum (Wangerin) Kamelin
- Limonium dissitiflorum (Boiss.) Kerguélen
- Limonium dodartiforme Ingr.
- Limonium doerfleri (Halácsy) Rech.f.
- Limonium × dolcheri Pignatti
- Limonium donegalense (Ingr.) P.D.Sell
- Limonium doriae (Sommier) Pignatti
- Limonium dregeanum (C.Presl) Kuntze
- Limonium drepanostachyum Ikonn.-Gal.
- Limonium dubium (Andrews ex Guss.) Litard.
- Limonium dubyi (Gren. & Godr.) Kuntze
- Limonium dufourii (Girard) Kuntze
- Limonium durieui (Girard) Kuntze
- Limonium duriusculum (Girard) Fourr.
- Limonium dyeri Lincz.
- Limonium ebusitanum (Font Quer) Font Quer
- Limonium echioides (L.) Mill.
- Limonium effusum (Boiss.) Kuntze
- Limonium ejulabilis Rosselló, Mus & J.X.Soler
- Limonium elaphonisicum Alf.Mayer
- Limonium elfahsianum Brullo & Giusso
- Limonium emarginatum (Willd.) Kuntze
- Limonium equisetinum (Boiss.) R.A.Dyer
- Limonium × erectiflorum (B.Fedtsch. & Gontsch.) A.V.Grebenjuk
- Limonium estevei Fern.Casas
- Limonium eugeniae Sennen
- Limonium fajzievii Zakirov
- Limonium fallax (Coss. ex Wangerin) Maire
- Limonium ferganense Ikonn.-Gal.
- Limonium fesianum Erben
- Limonium fischeri (Trautv.) Lincz.
- Limonium flagellare (Lojac.) Brullo
- Limonium flexuosum (L.) Chaz.
- Limonium fontqueri (Pau) L.Llorens ex Greuter, Burdet & G.Long
- Limonium formenterae L.Llorens
- Limonium formosum Bartolo, Brullo & Giusso
- Limonium fradinianum (Pomel) Erben
- Limonium franchetii (Debeaux) Kuntze
- Limonium frederici (Barbey) Rech.f.
- Limonium frutescens (Lem.) Erben, A.Santos & Reyes-Bet.
- Limonium furfuraceum (Lag.) Kuntze
- Limonium gabrieli (Bornm.) Rech.f.
- Limonium galilaeum Domina, Danin & Raimondo
- Limonium ginae P.D.Sell
- Limonium ginzbergeri Bogdanovic & Brullo
- Limonium girardianum (Guss.) Fourr.
- Limonium globuliferum (Boiss. & Heldr.) Kuntze
- Limonium glomeratum (Tausch) Erben
- magyar sóvirág (Limonium gmelinii) (Willd.) Kuntze
- Limonium gougetianum (Girard) Kuntze
- Limonium graecum (Poir.) Kuntze
- Limonium grandicaule (Ingr.) P.D.Sell
- Limonium grosii L.Llorens
- Limonium guaicuru (Molina) Kuntze
- Limonium gueneri Dogan, H.Duman & Akaydin
- Limonium gymnesicum Erben
- Limonium halophilum Pignatti
- Limonium hermaeum Pignatti
- Limonium hibericum Erben
- Limonium hibernicum (Ingr.) P.D.Sell
- Limonium hierapetrae Rech.f.
- Limonium hipponense Brullo & Erben
- Limonium hirsuticalyx Pignatti
- Limonium hoeltzeri (Regel) Ikonn.-Gal.
- Limonium humile Mill.
- Limonium hungaricum Klokov
- Limonium hyblaeum Brullo
- Limonium iconicum (Boiss. & Heldr.) Kuntze
- Limonium ilergabonum López-Alvarado, Cobacho, Arán & L.Sáez
- Limonium ilvae Pignatti
- Limonium imbricatum (Webb ex Girard) F.T.Hubb. ex L.H.Bailey
- Limonium inarimense (Guss.) Pignatti
- Limonium inexpectans L.Sáez & Rosselló
- Limonium insigne (Coss.) Kuntze
- Limonium insulare (Bég. & Landi) Arrigoni & Diana
- Limonium intercedens P.D.Sell
- Limonium interjectum J.X.Soler & Rosselló
- Limonium intermedium (Guss.) Brullo
- Limonium intricatum Brullo & Erben
- Limonium iranicum (Bornm.) Lincz.
- Limonium irtaensis P.P.Ferrer, A.Navarro, P.Pérez, Roselló, Rosselló, M.Rosato
- Limonium issaeum Bogdanovic & Brullo
- Limonium istriacum Bogdanovic & Brullo
- Limonium ithacense R.Artelari
- Limonium jankae (Lojac.) Giardina & Raimondo
- Limonium japygicum (E.Groves) Pignatti
- Limonium jarmolenkoi (Lincz.) M.Malekm., Akhani & Borsch
- Limonium jovibarba (Webb ex Boiss.) Kuntze
- Limonium kairouanum Brullo & Erben
- Limonium kardamylii R.Artelari & Kamari
- Limonium kaschgaricum (Rupr.) Ikonn.-Gal.
- Limonium kelseyanum (Ingr.) P.D.Sell
- Limonium kerryense (Ingr.) P.D.Sell
- Limonium korakonisicum R.Artelari & Valli
- Limonium korbousense Brullo & Erben
- Limonium kraussianum (Buchinger ex Boiss.) Kuntze
- Limonium kurgantjubense (Lincz.) M.Malekm., Akhani & Borsch
- Limonium lacertosum Brullo & Erben
- Limonium lacostei (Danguy) Kamelin
- Limonium laetum (Nyman) Pignatti
- Limonium lagostanum Bogdanovic & Brullo
- Limonium lanceolatum (Hoffmanns. & Link) Franco
- Limonium latebracteatum Erben
- Limonium lausianum Pignatti
- Limonium laxiusculum Franco
- Limonium legrandii (Gaut. & Timb.-Lagr.) Erben
- Limonium leprosorum Bogdanovic & Brullo
- Limonium leptolobum Kuntze
- Limonium leptophyllum (Schrenk) Kuntze
- Limonium lessingianum Lincz.
- Limonium letourneuxii (Coss. ex Batt.) Greuter & Burdet
- Limonium liberianum Bogdanovic & Brullo
- Limonium liburnicum Bogdanovic & Brullo
- Limonium lilacinum (Boiss. & Balansa) Wagenitz
- Limonium limbatum Small
- Limonium linifolium (L.f.) Chaz.
- Limonium lobatum (L.f.) Chaz.
- Limonium lobinii N.Kilian & Leyens
- Limonium lojaconoi Brullo
- Limonium longifolium (Thunb.) R.A.Dyer
- Limonium lovricii Bogdanovic & Brullo
- Limonium lowei R.Jardim, M.Seq., Capelo, J.C.Costa & Rivas Mart.
- Limonium × lucentinum Pignatti & Freitag
- Limonium macrophyllum (Willd. ex Spreng.) Kuntze
- Limonium macrorrhizum (Ledeb.) Kuntze
- Limonium magallufianum L.Llorens
- Limonium majoricum Pignatti
- Limonium majus (Boiss.) Erben
- Limonium malacitanum B.Díez
- Limonium mansanetianum M.B.Crespo & Lledó
- Limonium maritimum Caperta, Cortinhas, A.P.Paes, Guara, Esp.Santo & Erben
- Limonium marmarisense Dogan & Akaydin
- Limonium maroccanum (Batt. & Trab.) Domina
- Limonium maurocordatae (Schweinf. & Volkens) Cufod.
- Limonium medium (Ingr.) P.D.Sell
- Limonium menigense Brullo & Erben
- Limonium messeniacum R.Artelari & Kamari
- Limonium meyeri (Boiss.) Kuntze
- Limonium michelsonii Lincz.
- Limonium migjornense L.Llorens
- Limonium milleri Ghaz. & J.R.Edm.
- Limonium milovicii Bogdanovic & Brullo
- Limonium minoricense Erben
- Limonium minus (Boiss.) Erben
- Limonium minutiflorum (Guss.) Kuntze
- Limonium minutum (L.) Chaz.
- Limonium morisianum Arrigoni
- Limonium mouretii (Pit.) Maire
- Limonium mucronatum (L.f.) Chaz.
- Limonium mucronulatum (H.Lindb.) Greuter & Burdet
- Limonium multiceps (Pomel) Erben
- Limonium multiflorum Erben
- Limonium multiforme Pignatti
- Limonium mutabile (Ingr.) P.D.Sell
- Limonium mutatum (Ingr.) P.D.Sell
- Limonium myrianthum (Schrenk) Kuntze
- Limonium namaquanum L.Bolus
- Limonium naniforme P.D.Sell
- Limonium narbonense Mill.
- Limonium narynense Lincz.
- Limonium neapolense Brullo & Erben
- Limonium × neumanii C.E.Salmon
- Limonium normannicum Ingr.
- Limonium nudum (Boiss. & Buhse) Kuntze
- Limonium obesifolium P.D.Sell
- Limonium oblanceolatum Brullo & Erben
- Limonium obtusifolium (Rouy) Erben
- Limonium ocymifolium (Poir.) Kuntze
- Limonium oleifolium Mill.
- Limonium omissae Bogdanovic & Brullo
- Limonium optimae Raimondo
- Limonium opulentum (Lojac.) Brullo
- Limonium ornatum (Ball) Kuntze
- Limonium otolepis (Schrenk) Kuntze
- Limonium oudayense Sauvage & Vindt
- Limonium ovalifolium (Poir.) Kuntze
- Limonium palmare (Sm.) Rech.f.
- Limonium palmyrense (Post) Dinsm.
- Limonium panormitanum (Tod.) Pignatti
- Limonium papillatum (Webb & Berthel.) Kuntze
- Limonium paradoxum Pugsley
- Limonium paramedium (Ingr.) P.D.Sell
- Limonium parvibracteatum Pignatti
- Limonium parvifolium (Tineo) Pignatti
- Limonium patrimoniense Arrigoni & Diana
- Limonium paulayanum (Vierh.) Ghaz. & J.R.Edm.
- Limonium pavonianum Brullo
- Limonium pectinatum (Aiton) Kuntze
- Limonium pelagosae Bogdanovic & Brullo
- Limonium peregrinum (P.J.Bergius) R.A.Dyer
- Limonium perezii (Stapf) F.T.Hubb. ex L.H.Bailey
- Limonium perplexum L.Sáez & Rosselló
- Limonium peruvianum Kuntze
- Limonium pescadense Greuter & Burdet
- Limonium pharense (Ingr.) P.D.Sell
- Limonium pharosianum Bogdanovic & Brullo
- Limonium phitosianum R.Artelari
- Limonium pigadiense (Rech.f.) Rech.f.
- Limonium piptopodum Nevski
- Limonium platyphyllum Lincz.
- Limonium plumosum (Phil.) Kuntze
- Limonium plurisquamatum Erben
- Limonium poimenum Ilardi, Brullo, D.Cusimano & G.Giusso
- Limonium pomelianum (Rouy) Erben
- Limonium pomoense Bogdanovic & Brullo
- Limonium pontium Pignatti
- Limonium ponzoi (Fiori & Bég.) Brullo
- Limonium popovii Kubansk.
- Limonium portlandicum (Ingr.) P.D.Sell
- Limonium potaninii Ikonn.-Gal.
- Limonium preauxii (Webb & Berthel.) Kuntze
- Limonium procerum (C.E.Salmon) Ingr.
- Limonium proliferum (d'Urv.) Erben & Brullo
- Limonium pruinosum (L.) Chaz.
- Limonium pseudebusitanum Erben
- Limonium × pseudoconfusum (Rouy) P.Fourn.
- Limonium pseudodictyocladum L.Llorens
- Limonium pseudominutum Erben
- Limonium pseudoparadoxum (Ingr.) P.D.Sell
- Limonium pseudotranswallianum (Ingr.) P.D.Sell
- Limonium puberulum (Webb ex Lindl.) Kuntze
- Limonium pujosii Sauvage & Vindt
- Limonium punicum Brullo & Erben
- Limonium purpuratum (L.) Chaz.
- Limonium pylium R.Artelari
- Limonium pyramidatum Brullo & Erben
- Limonium quesadense Erben
- Limonium quinnii M.B.Crespo & Pena-Martín
- Limonium racemosum (Lojac.) Diana
- Limonium ramosissimum (Poir.) Maire
- Limonium recurviforme (Ingr.) P.D.Sell
- Limonium recurvum C.E.Salmon
- Limonium redivivum (Svent.) G.Kunkel & Sunding
- Limonium relicticum R.Mesa & A.Santos
- Limonium remotispiculum (Lacaita) Pignatti
- Limonium reniforme (Girard) Lincz.
- Limonium retirameum Greuter & Burdet
- Limonium retusum L.Llorens
- Limonium revolutum Erben
- Limonium rezniczenkoanum Lincz.
- Limonium rhodense M.B.Crespo & Pena-Martín
- Limonium rigidum Alf.Mayer
- Limonium rigualii M.B.Crespo & Erben
- Limonium roridum (Sm.) Brullo & Guarino
- Limonium rosselloi P.P.Ferrer, Roselló & E.Laguna
- Limonium rubescens Brullo & Erben
- Limonium ruizii (Font Quer) Fern.Casas
- Limonium rumicifolium (Svent.) G.Kunkel & Sunding
- Limonium rungsii Sauvage & Vindt
- Limonium sabulicola P.D.Sell
- Limonium salmonis (Sennen & Elías) Pignatti
- Limonium sanctamargaritense P.D.Sell
- Limonium santapolense Erben
- Limonium saracinatum R.Artelari
- Limonium sarcophyllum Ghaz. & J.R.Edm.
- Limonium sarniense (Ingr.) P.D.Sell
- Limonium saxicola Erben
- Limonium saxonicum (Ingr.) P.D.Sell
- Limonium scabrum (Thunb.) Kuntze
- Limonium scopulorum M.B.Crespo & Lledó
- Limonium secundirameum (Lojac.) Brullo
- Limonium × sennenii (Rouy) P.Fourn.
- Limonium sercquense (Ingr.) P.D.Sell
- Limonium serratum Brullo & Erben
- Limonium sibthorpianum (Guss.) Kuntze
- Limonium sieberi (Boiss.) Kuntze
- Limonium silvestrei Aparicio
- Limonium sinense (Girard) Kuntze
- Limonium sinuatum (L.) Mill.
- Limonium sitiacum Rech.f.
- Limonium sogdianum (Popov) Ikonn.-Gal.
- Limonium sokotranum (Vierh.) Radcl.-Sm.
- Limonium sommierianum (Fiori) Arrigoni
- Limonium spathulatum (Desf.) Kuntze
- Limonium spectabile (Svent.) G.Kunkel & Sunding
- Limonium stocksii (Boiss.) Kuntze
- Limonium strictissimum (Salzm.) Arrigoni
- Limonium subglabrum Erben
- Limonium subnudum Bogdanovic & Brullo
- Limonium subrotundifolium (Bég. & A.Vacc.) Brullo
- Limonium sucronicum Erben
- Limonium suffruticosum (L.) Kuntze
- Limonium sundingii Leyens, Lobin, N.Kilian & Erben
- Limonium supinum (Girard) Pignatti
- Limonium sventenii A.Santos & M.Fernández
- Limonium tabernense Erben
- Limonium tabulare Bogdanovic & Brullo
- Limonium tacapense Brullo & Erben
- Limonium tamaricoides Bokkari
- Limonium tamarindanum Erben
- Limonium tenellum (Turcz.) Kuntze
- Limonium tenoreanum (Guss.) Pignatti
- Limonium tenuiculum (Tineo ex Guss.) Pignatti
- Limonium teretifolium L.Bolus
- Limonium tetragonum (Thunb.) Bullock
- Limonium teuchirae Brullo
- Limonium thaenicum Brullo & Erben
- Limonium thiniense Erben
- Limonium tianschanicum Lincz.
- Limonium tineoi Giardina & Raimondo
- Limonium todaroanum Raimondo & Pignatti
- Limonium tomentellum (Boiss.) Kuntze
- Limonium tournefortii (Girard) Erben
- Limonium trachycladum Maire & Wilczek
- Limonium transcanalis (Ingr.) P.D.Sell
- Limonium transwallisnum (Pugsley) Pugsley
- Limonium tremolsii (Rouy) Erben
- Limonium trinajsticii Bogdanovic & Brullo
- Limonium tritonianum Brullo & Erben
- Limonium tuberculatum (Boiss.) Kuntze
- Limonium tubiflorum (Delile) Kuntze
- Limonium tunetanum (Barratte) Maire
- Limonium ugijarense Erben
- Limonium usticanum Giardina & Raimondo
- Limonium vaccarii Pignatti ex Brullo
- Limonium vanense Kit Tan & Sorger
- Limonium velutinum Bogdanovic & Brullo
- Limonium vestitum (C.E.Salmon) C.E.Salmon
- Limonium viciosoi (Pau) Erben
- Limonium vigaroense Marrero Rodr. & R.S.Almeida
- Limonium virgatum (Willd.) Fourr.
- Limonium vravronense Erben & Brullo
- tengerparti sóvirág (Limonium vulgare) Mill. - típusfaj
- Limonium wessexense (Ingr.) P.D.Sell
- Limonium wiedmannii Erben
- Limonium woolacombense P.D.Sell
- Limonium wrightii (Hance) Kuntze
- Limonium xerophilum Brullo & Erben
- Limonium xipholepis (Baker) Hutch. & E.A.Bruce
- Limonium zacynthium R.Artelari
- Limonium zankii Bogdanovic & Brullo
- Limonium zanonii (Pamp.) Domina
- Limonium zembrae Pignatti
- Limonium zeraphae Brullo
- Limonium zeugitanum Brullo & Erben